# Mont-ras
Mont-ras és un municipi de la comarca del Baix Empordà.

## Geografia
- Llista de topònims de Mont-ras (Orografia: muntanyes, serres, collades, indrets..; hidrografia: rius, fonts...; edificis: cases, masies, esglésies, etc).

| Entitat de població   | Habitants (2023) |
| Mont-ras              | 1.364            |
| Torre Simona          | 206              |
| Canyelles             | 68               |
| la Roqueta (Mont-Ras) | 17               |
| Molines               | 16               |
| Font: Idescat         |                  |

## Història
Mont-ras és un poble que havia rebut el nom de Torroella de Mont-ras, que és un indret d'ubicació discutida, potser situat al sector muntanyós proper a l'actual nucli.
El lloc és esmentat ja el 1062 i el 1280 pertanyia als vescomtes de Bas. L'església de Sant Esteve era sufragània de la de Palafrugell; l'actual edifici fou bastit el 1599 i conté un matacà i la porta de l'anterior.
En un conveni de l'any 1062 entre el comte de Barcelona i Dalmau Bernat de Peratallada referent al castell de Begur, aquest es comprometia a defensar la dominicatura de Palafrugell, Llofriu i Torredella; el 1065 es fa al·lusió a Torredela de Monte Raso. L'any 1280 el poble pertanyia a Sibil·la de Palau, vescomtessa de Bas, però en documents posteriors, dels anys 1298 i 1379, es fa constar que l'església de Mont-ras pertanyia al terme del castell de Palafrugell, que era senyoria del priorat de Santa Anna de Barcelona.
Mont-ras va seguir sota el domini dels priors, que tenien el títol de baró de Palafrugell, fins a l'abolició del règim senyorial, i passà a formar part del municipi de Palafrugell, del qual no aconseguí d'independitzar-se'n fins al 1858.
Mont-Ras té sortida al mar amb la Cala del Crit, la Cala de la Font Morisca i la Cala del Vedell. Hi ha dubtes encara de si aquest accés al mar es va originar amb la segregació de 1858, o bé va ser aconseguit amb posterioritat.
L'activitat minera a Mont-ras ha estat considerable, amb extracció de granit, i de minerals com la baritina o la galena. Actualment hi ha restes d'aquesta indústria en forma de pous d'extracció i de boques d'accés a les mines, per la zona muntanyosa propera al nucli del poble.
El 2006, Palamós i Mont-ras van pactar que les Illes Formigues pertanyien tan sols a Palamós; uns mesos després, però, Palafrugell va intervenir i va demanar que es revisés l'acord, la qual cosa acabà amb una decisió de la Generalitat de Catalunya l'any 2009 (ratificat pel Tribunal Superior de Justícia de Catalunya el 2011) que consistia a repartir les illes de la següent manera: per Palamós, la Formiga Gran i els illots propers (un total de 1.488,8 m²), i per Palafrugell Sa Planassa, Sa Corba, l'escull Llagoster i els esculls de Fora (1.627,8 m²).

## Llocs d'interès
- Església Parroquial de Sant Esteve de Mont-ras
- Alzines Reclamadores de Torre Simona
- Can Bofill

Altres indrets del terme:
Les masies, algunes de les quals s'han convertit en segona residència, s'estenen arreu del terme, exceptuant els sectors de bosc, i formen els veïnats de Canyelles, la Ciutadella, la Granota, Molines, Morena, la Sauleda i les Roquetes. Destaquen Can Parals, a llevant de Cucala, amb elegants finestres decorades del segle xvi, i el Mas Burjacs, a la vall de Torrentbò, mas molí de la fi del segle xviii.
En diferents punts trobem masies fortificades, de vegades amb una torre de defensa. Cal esmentar, en primer lloc, la torre Ferrera o de Can Colom, aïllada en un pujolet, darrere aquest mas de Cucala. En resta el basament, de planta circular, amb el mur de molt gruix i l'aparell cobert per un ferm engalbat de calç. Podria ser que aquesta torre no tingués res a veure amb la pirateria d'edat moderna i fos una guaita antiga per a vigilar el pas natural que ha estat sempre el corredor de Palafrugell; qui sap si podria ser l'origen del nom de Torroella amb el qual es coneixia el lloc en temps medievals.
Torre Simona, al pla, és una torre rectangular construïda amb carreus, del segle xiv o XV. El mas, molt més tardà, que hi havia adossat va ser enderrocat. Al voltant hi ha el nucli disseminat que ha pres el nom de la torre, i que el 2005 tenia 195 h. El Mas Gorgoll o Can Niell, al veïnat de Canyelles, posseeix una torre cilíndrica amb teulada cònica que conserva les voltes hemisfèriques i un petit pont que la comunica amb la casa (segles XVI-XVIII). Ca n'Oliu, al veïnat de la Roqueta, és una casa pairal del segle xviii, de grans dimensions, de tres plantes i teulada de doble vessant, amb elegants estances amb voltes de llunetes. La lliça és fortificada amb una garita.
Cal Gall Peric, a la serra litoral, no és una masia fortificada, però una llegenda, molt popular a la contrada, la relaciona amb la pirateria. Hom diu que el cant d'un gall descobrí uns pirates “moros” que havien desembarcat a la Fontmorisca. Després de saquejar el mas, el capità s'endugué una noia de la casa cap al vaixell, però com que la noia es resistí i el mossegà, amb un cop d'espasa li tallà el coll. Aquesta llegenda ha donat nom a la Fontmorisca i al Crit, platges bessones dins una mateixa calanca. La masia té un ràfec amb decoració popular del segle xviii.
En un replà enlairat sobre la Cala del Crit, prop de mar, s'han descobert vestigis d'una vil·la romana. Pot tenir relació amb el poblat ibèric de la Fontmorisca, esmentat per alguns autors, que s'ha de trobar a la mateixa rodalia. Altres jaciments arqueològics d'època romana es localitzen al paratge de Torrentbò i al veïnat de les Roquetes. Al cim del puig de les Forques hi hagué les forques que simbolitzaven la jurisdicció criminal exercida pels priors de Santa Anna.

## Demografia
| 1515 | 1787 | 1887 | 1900 | 1920 | 1950 | 1970  | 2010  | 2024  |
| 39   | 463  | 598  | 618  | 701  | 634  | 1.040 | 1.821 | 1.690 |

## Economia
A Mont-ras hi té la seu FACTIS, S.A., el fabricant de gomes d'esborrar MILAN i articles de papereria.